# П'ятночка Володимир Іванович
Володимир Іванович П'ятночка (нар. 19 вересня 1964, м. Кременець Кременецького району Тернопільської області, Україна) — український вчений у галузі медицини, ⁣ доктор медичних наук (2019), професор (2020), професор кафедри хірургії факультету післядипломної освіти Тернопільського національного медичного університету імені І. Я. Горбачевського.

## Життєпис
Закінчив Тернопільський медичний інститут у 1988 році.
З 1994 року працює у Тернопільському національному медичному університеті: асистент кафедри факультетської хірургії (1994—1998), асистент кафедри хірургії факультету післядипломної освіти (1998—2005), доцент кафедри хірургії факультету післядипломної освіти (2005—2020).  
З 2020 року — професор кафедри хірургії факультету післядипломної освіти ТНМУ.
За ініціативи В. І. П’ятночка у 2011 році на базі хірургічного відділення Тернопільської міської комунальної лікарні №2 відкрито «Міський центр хірургічного лікування гриж живота», у 2015 році «Міський центр хірургічного лікування морбідного ожиріння і корекції фігури».
З 2011 року Володимир П'ятночка є членом Всеукраїнської асоціації герніологів України.

## Наукова діяльність
Наукові інтереси: хірургія органів черевної порожнини, малоінвазивна хірургія, хірургія черевних гриж, хірургія морбідного ожиріння, герніологія.
Розробив алгоритм підходів до визначення хірургічної тактики у хворих на первинну та післяопераційну вентральну грижу за умов комор бідності, ряд нових способів хірургічного лікування первинних та післяопераційних гриж живота.
Автор і співавтор більше ніж 200 наукових та навчально-методичних праць, 15 патентів на винаходи, 21 раціоналізаторську пропозицію.

### Окремі праці
- TUBERCULOSIS. Підручник. Тернопіль. «Укрмедкнига». 2005 (у співавторстві).
- Туберкульоз органів травлення. Монографія. Тернопіль. «Укрмедкнига». 2004 (у співавторстві).
- Оцінка результатів хірургічного лікування та якості життя пацієнтів із післяопераційними вентральними грижами і супутнім ожирінням після виконання різних типів герніопластик. Український журнал хірургії. 2017. № 2 (у співавторстві).
- Порівняльна гістологічна характеристика впливу «легких» і «важких» поліпропіленових сіток на процеси регенерації тканин передньої черевної стінки. Клінічна анатомія та оперативна хірургія. 2018. № 2 (у співавторстві).
- Морфологічна характеристика тканин передньої черевної стінки на імплантацію поліпропіленової сітки з PRF-мембраною. Клінічна анатомія та оперативна хірургія. 2018. № 3 (у співавторстві).
- Прогнозування розвитку рецидивів у хворих з первинними та післяопераційними вентральними грижами із застосуванням багатопараметричної нейромережевої кластеризації. Медична інформатика та інженерія. 2018. № 4 (у співавторстві).
- Implementation of an enhanced recovery protocol for open and laparoscopic repair of ventral hernia. Journal of Education, Health and Sport. 2018. Vol. 8, № 9 (у співавторстві).
- Outcomes of surgical treatment of obese patients with ventral and incisional hernias. Archives of the Balkan Medical Union. 2019. vol. 54, no. 1.

## Нагороди
- Грамота керівництва Львівської залізниці «За сумлінну працю в системі охорони здоров'я» (2010 р.).[6]
- Медаль «За гідність та патріотизм» (2016 р.).[6]